# دومينيك كينيير
دومينيك كينيير (بالإنجليزية: Dominic Kinnear)‏ (26 يوليو 1967 بغلاسكو في المملكة المتحدة - ) هو مدرب كرة قدم ولاعب كرة قدم أمريكي في مركز الدفاع. شارك مع منتخب الولايات المتحدة لكرة القدم. أما مع النوادي، فقد لعب مع تامبا باي موتيني وسان خوسيه إيرثكويكس وسانت جونستون وكولورادو رابيدز ونادي نيكاكسا وSeattle Sounders (1994–2008) ‏ وFort Lauderdale Strikers (1988–1994) ‏ وسان فرانسيسكو باي بلاكهوكس ‏.

## وصلات خارجية
- دومينيك كينيير على موقع الاتحاد الدولي (مؤرشف)  (الإنجليزية)
- دومينيك كينيير على موقع قاعدة بيانات كرة القدم.إي يو (الإنجليزية)
- دومينيك كينيير على موقع ناشيونال فوتبول تيمز (الإنجليزية)
- دومينيك كينيير على موقع عالم كرة القدم.نت (الإنجليزية)